# Мавзолей у Галікарнасі
Мавзоле́й — храм-гробниця і надгробний пам'ятник царя Мавсола (грец. Μαύσωλος), споруджений між 353 і 350 роками до н. е. за наказом його дружини Артемісії III в Галікарнасі (сучасний Бодрум, Туреччина), одне з семи античних Чудес світу. Споруда виконана за проєктом грецьких архітекторів Сатироса і Піфея Прієнського. Внаслідок землетрусів між XI та XV ст. Мавзолей зруйнувався, а його залишки були використані для місцевих будівництв. Слово «мавзолей» стало загальною назвою для монументальних поховальних споруд.

## Вигляд і будова

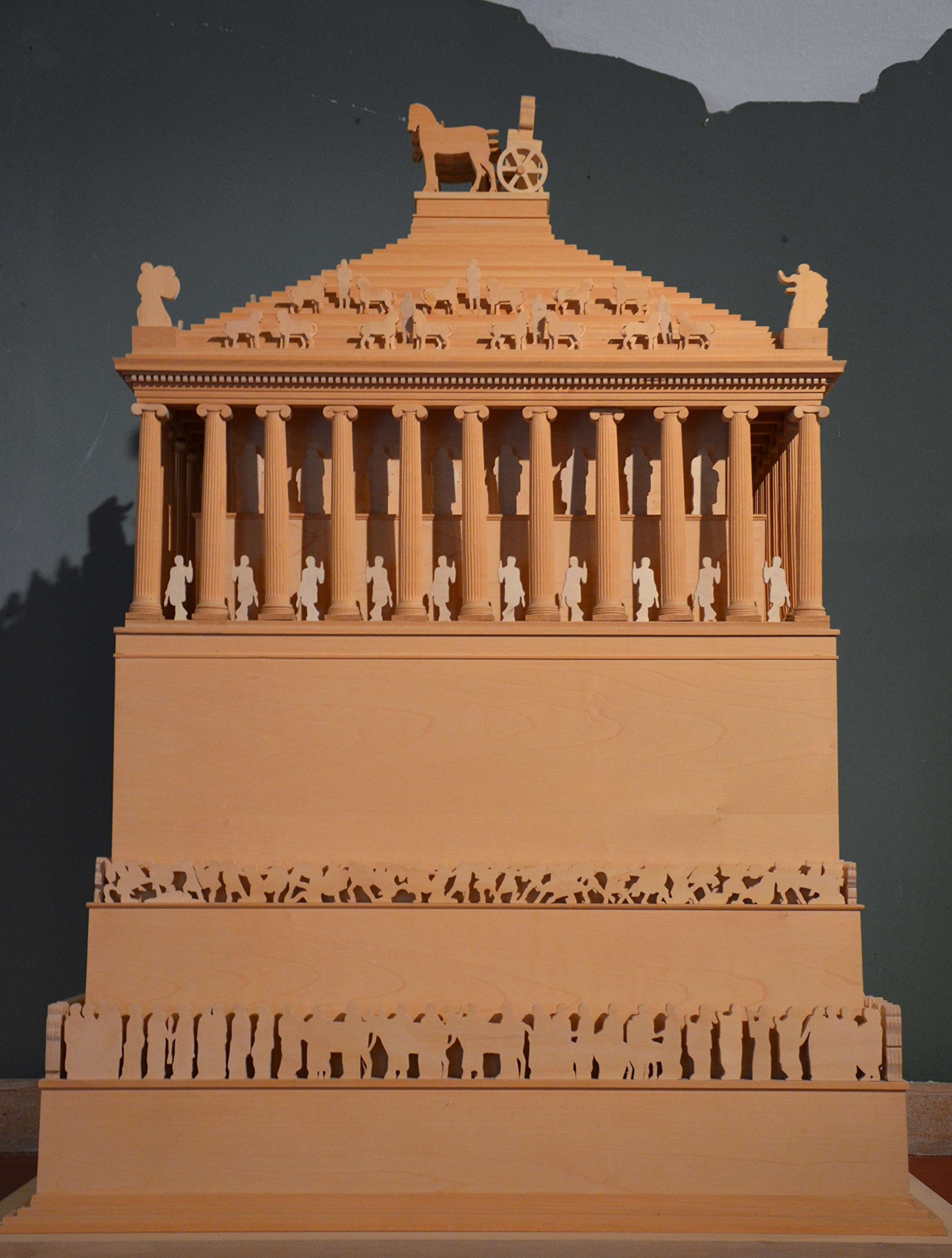
Модель Мавзолею

Мавзолей слугував не лише нагадуванням про царя Мавсола та місцем його поховання, а також уособлював велич і силу всієї династії Гекатомнідів, до якої Мавсол належав. Точний опис Мавзолею відомий завдяки працям Плінія Старшого. Споруду оточувала стіна заввишки 2 м, утворюючи прямокутне подвір'я 242,5 м завдовжки та 105 м завширшки. Всередині розташовувалася платформа з кам'яними зображеннями левів, на яку вели сходи. На платформі височів сам Мавзолей, поділений за вертикаллю на чотири частини. Власне гробниця була 13 м заввишки, на ній стояла колонада заввишки 12 м, вона підтримувала дах заввишки також 12 м, який увінчувала 6-иметрова скульптура квадриги (колісниці, запряженої чотирма кіньми). Оздобленням кожної з чотирьох сторін Мавзолею займався інший скульптор: Леохар, Браякс, Скопас і Тімотей.
Гробниця була виконана в формі усіченої піраміди з невеликим нахилом граней. Її основа мала майже квадратну форму: 38,4 м на 32,5 м. Нижню та верхню частини прикрашали фризи із зображенням битви кентаврів, лапітів і амазонок. Між ними стояли статуї божеств і вершників. Мавсола було поховано в камері всередині, перед якою в спеціальному святилищі за традицією культу героїв приносилися в жертву бики, вівці, ягнята й птахи. Також ці жертви могли бути поховальним частуванням на честь померлого. Святилище сполучалося з поховальною камерою, але прохід був замалий, аби пронести крізь нього труну. Вона вносилася через ширший прохід із західного боку, котрий потім замуровувався.
Над гробницею височіла колонада з 36-и колон, віддалених одна від одної на 3 м. Вона оточувала кам'яну основу, що підтримувала масивний дах. Між колонами стояли статуї людей.
Дах, виконаний у формі ступінчастої піраміди, налічував 24 уступи. Низ прикрашав ряд зображень левів, а увінчувала дах скульптура квадриги, якою керував сам Мавсол і Артемісія, висічені з мармуру.
Мармурові статуї на Мавзолеї були барвисто розфарбовані, фризи мали композитну будову: висічені з мармуру, а зброя та кінська упряж були металеві.
В архітектурі Галікарнаського Мавзолею вперше в грецькій архітектурі поєдналися всі три класичних ордери: доричний, іонічний і коринфський. Нижній поверх підтримувався п'ятнадцятьма доричними колонами, внутрішні колони верхнього поверху були коринфськими, а зовнішні — іонічними. У Мавзолеї поєднувалася сувора геометричність, масивна простота, виконана внутрішньою силою, і прагнення до декоративності й легкості форм, плавності ліній.
Мавзолей був облицьований плитами зі строкатого проконесійського мармуру, укладеними на вапняному розчині. Стіни його з сирцю «являли зразок видатної міцності і таким вилощеним штукатурним [внутрішнім] оздобленням, що справляли враження дзеркальної поверхні».

## Історія

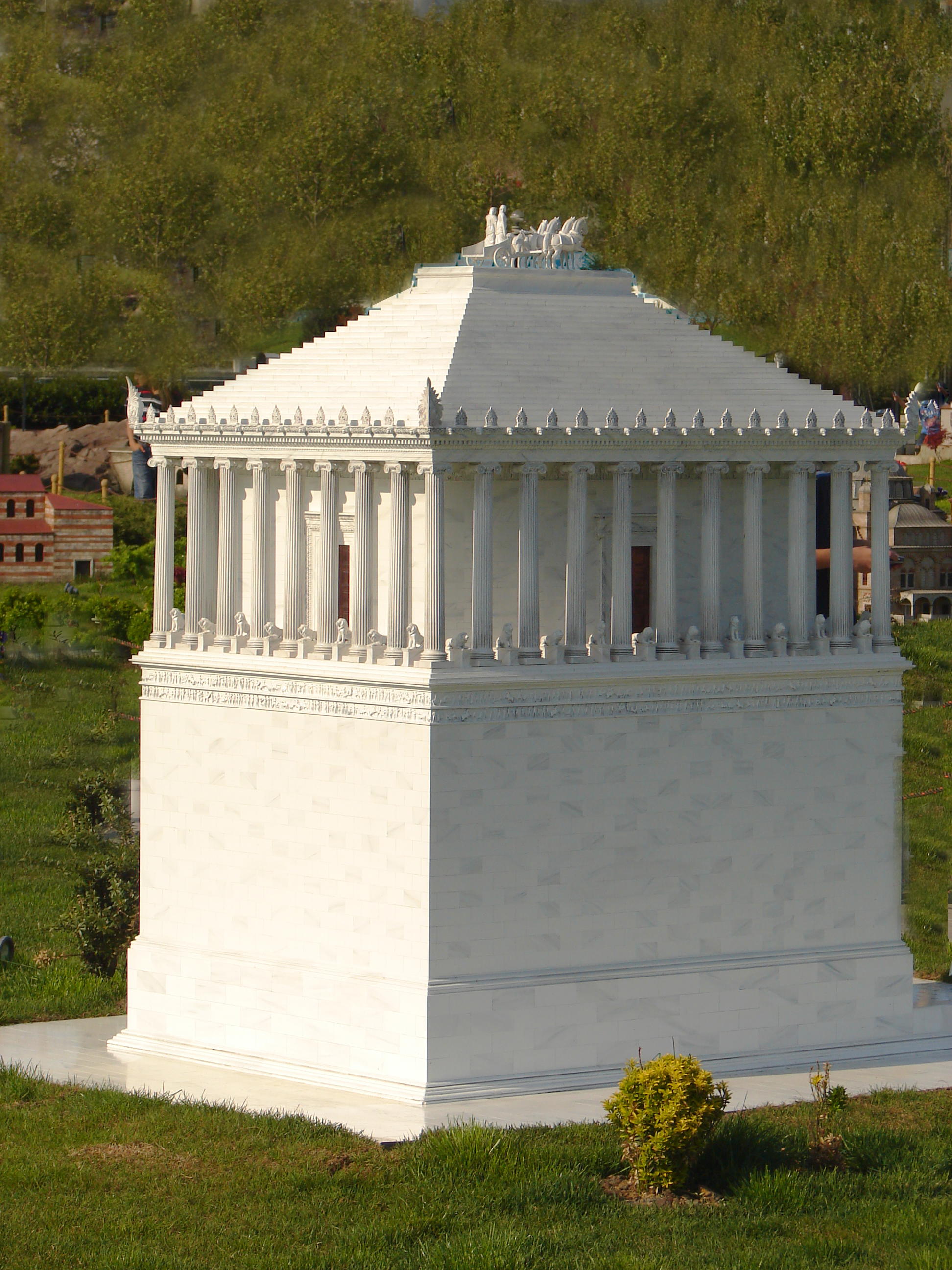
Мініатюра Мавзолею, розташована в Стамбулі

Мавсол був правителем Карії — країни що входила до складу Перської імперії, з 377 по 353 рік до н. е. Бувши сатрапом Перської імперії Ахеменідів, він проте правив як цар 24 роки. Столицею його володінь було місто Галікарнас (перед цим Мілас). Мавсол прагнув запровадити грецьку культуру, працював над низкою проєктів з прикраси міста, включаючи будівництво великого палацу для себе. Мавсол завдяки грамотній політиці додав кілька сусідніх міст до свого царства. Він одружився зі своєю сестрою Артемісією, а в 353 році до н. е. помер. Дружина найняла найкращих скульпторів і архітекторів задля будівництва гробниці Мавсола. Споруду було названо Мавзолеєм на ім'я царя, і це слово стало означати всяку значну і величну гробницю. Артемісія померла в 351 році до н. е. та була похована в тому ж Мавзолеї, коли він ще не був завершений.
Кожен із найнятих скульпторів відповідав за певну частину Мавзолею: Браякс — північна сторона, Скопас — східна сторона, Тімотей — південна сторона, Леохар — західна сторона. Колісницю на вершині створив Піфей.
Майже неушкодженим Мавзолей простояв 1800 років. Та в XV ст. землетрус зруйнував його до основи. Мармур з руїн використали для будівництва нових споруд. У 1494 році християнські лицарі-іоанніти використали його уламки для замку святого Петра, який вони зводили неподалік. Частину скульптур використали для прикрашання цього замку. Крипта, де був похований Мавсол і Артемісія, уціліла, проте в 1522 році її пограбували невідомі. На місці чуда світу з часом виникли інші споруди і первісне розташування Мавзолею забулося.
Британські розкопки 1850-х котрими керував Чарльз Томас Ньютон, виявили частини основи Мавзолею, а також статуї левів, коней, і рельєфи. Серед них виявилися величезні статуї, що зображали, як вважають археологи, царя і царицю. Ці знахідки були пізніше перевезені в Британський музей у Лондоні. На первісному місці лишилися фундамент і фрагменти колон. Більшість артефактів з Бодрума перебувають у Лондоні. Місце розкопок відкрите для відвідувань, там також облаштовано кімнату, в якій демонструються відновлені основні елементи оздоблення Мавзолею, такі як фрагменти фризів.

## Дослідження
У 1844 році Стратфорд Каннінг, тодішній посол Великої Британії в Стамбулі, попросив у Османської імперії дозволу вивезти відомі в той час скульптури з Мавзолею до Британського музею. Дозвіл було надано, і в 1846 році археолог Чарльз Томас Ньютон додатково вивчив залишки гробниці. Він почав шукати Мавзолей, спираючись на записи Плінія Старшого, щоб знайти приблизне розташування Мавзолею.
Чарльз Томас Ньютон у 1856—1857 роках, за допомоги інженера, археолога та дипломата Мердока Сміта, знайшов частини рельєфів, які прикрашали стіну будівлі, та фрагменти ступінчастого даху. Також було виявлено зламане кам'яне колесо колісниці приблизно 2 м у діаметрі, яке походить від скульптури на даху Мавзолею, та статуї Мавсола та Артемісії, які стояли на вершині будівлі. В 1858 році Ньютон перевіз мармурові блоки з цього місця на Мальту. Ці блоки були використані для будівництва нового доку на Мальті для потреб Королівського флоту (містяться під водою).
В 1864 році Ньютон отримав дозвіл на забір залишків зі ще нерозвіданої археологічної пам'ятки в Бодрумі. Власники землі виступали проти розкопок, тому Ньютон вирішив прокласти тунелі для огляду надр, не пошкоджуючи верхню. Завдяки цій техніці він склав уявлення про підземні умови Бодрума та потім купив лише ту землю, яку було доцільно досліджувати.
З 1966 по 1977 рік Крістіан Єппесен з Університету Південної Данії проводив розкопки на тому ж місці. Команда виявила шматок фриза та створила точний план місцевості. Дослідники використали речові докази та описи стародавніх авторів, щоб створити реконструкцію гробниці.

## Залишки Мавзолею

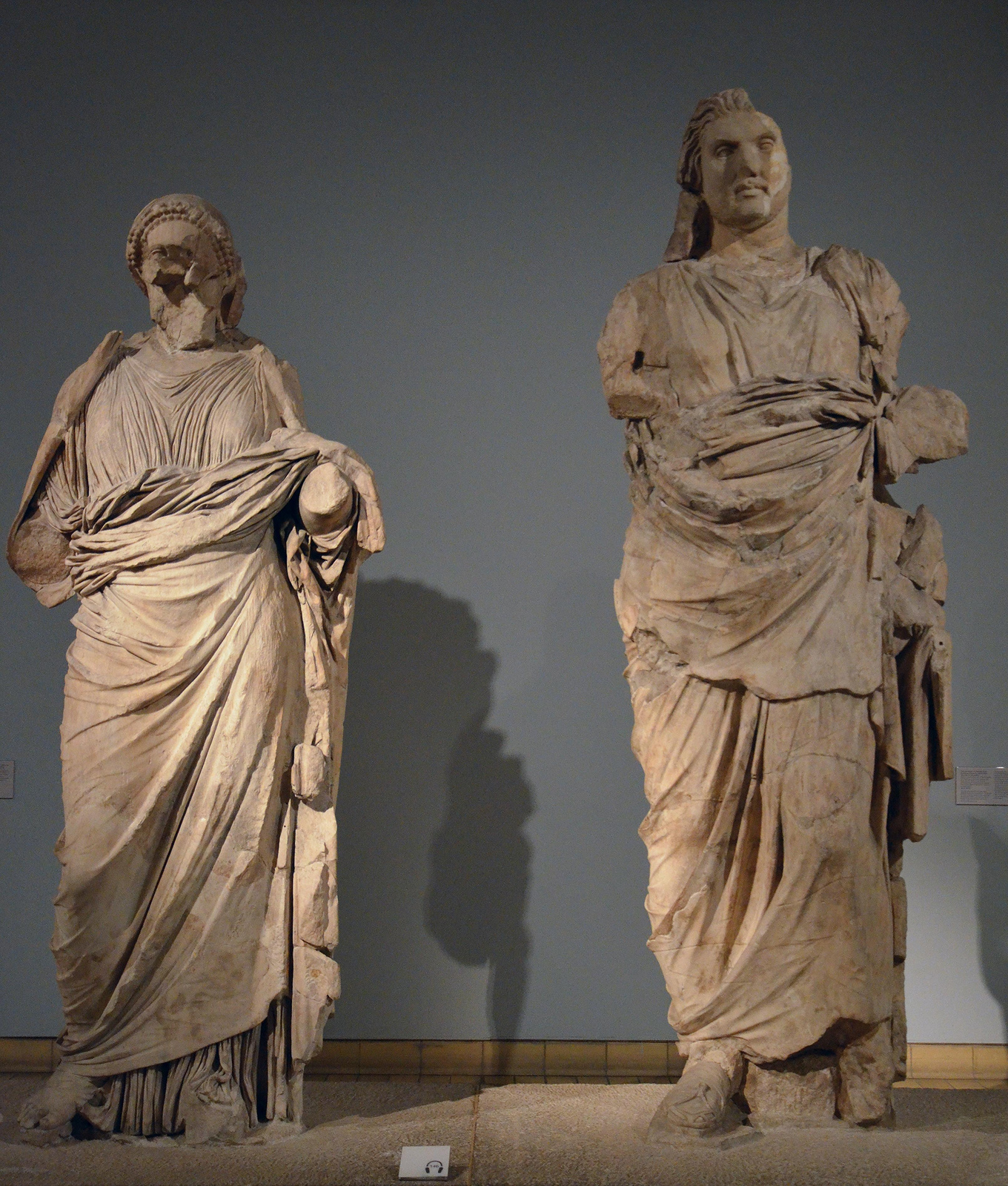
Статуї Артемісії та Мавсола
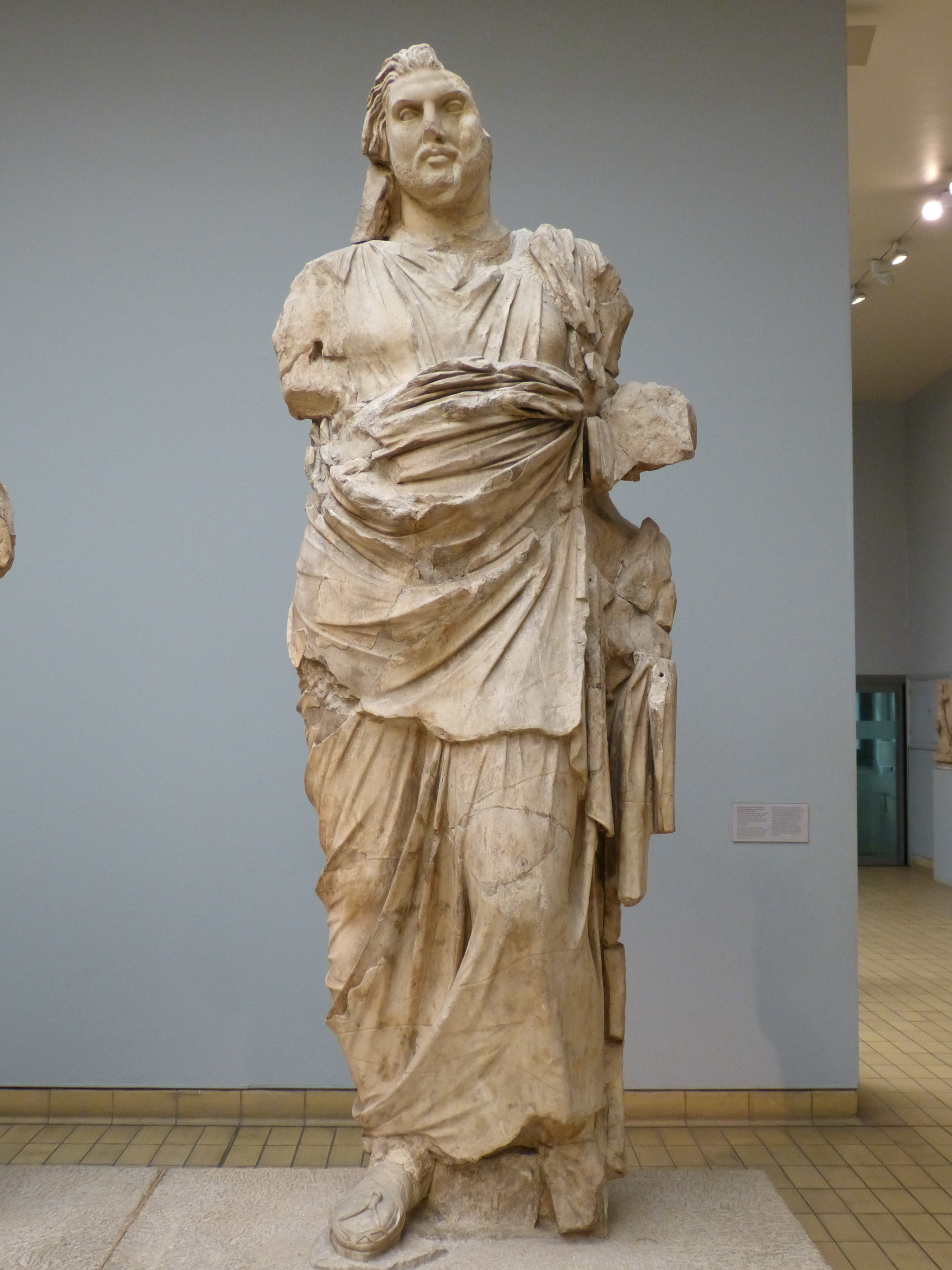
Статуя Мавсола
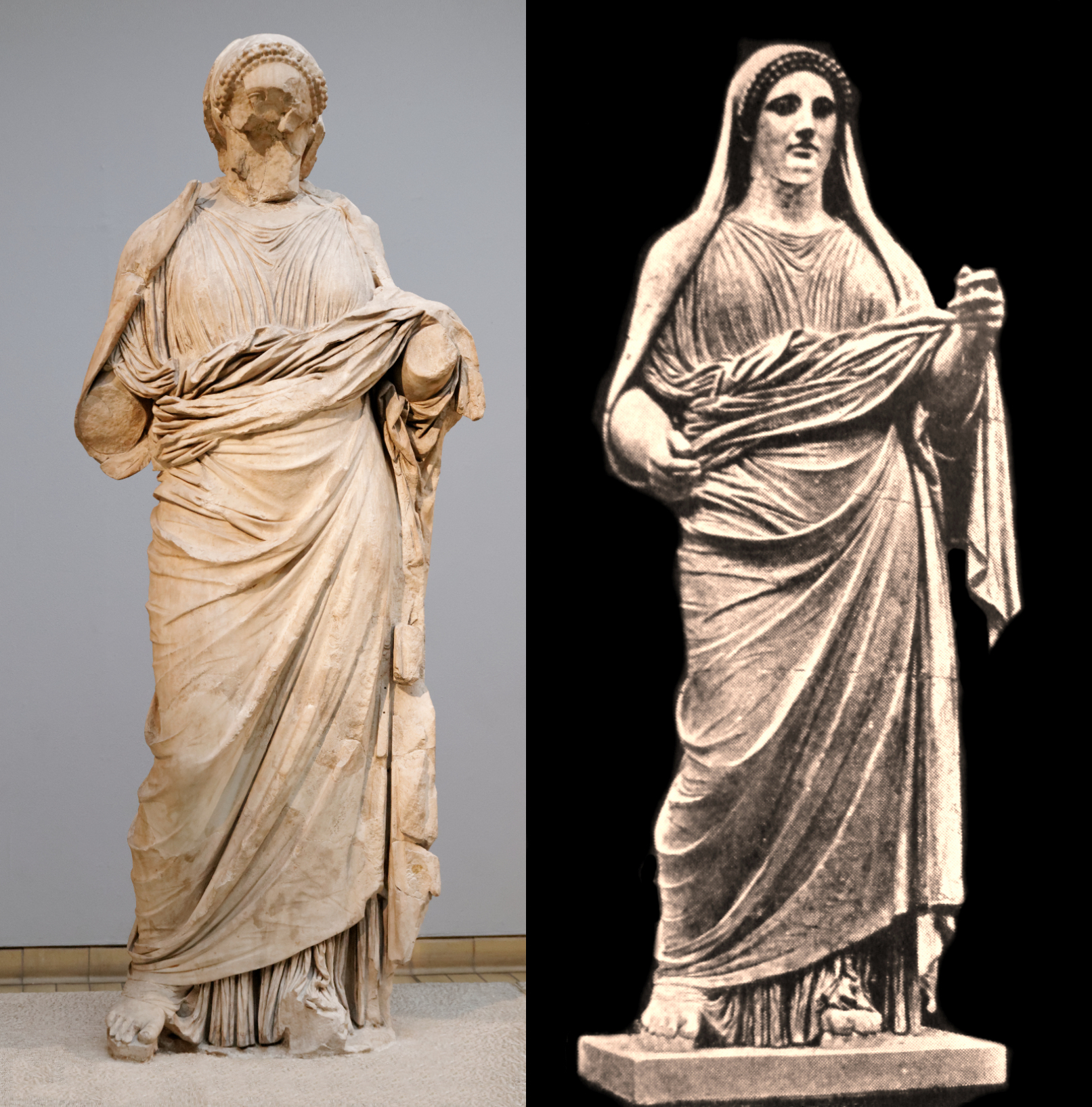
Вірогідна статуя Артемісії та її реконструкція
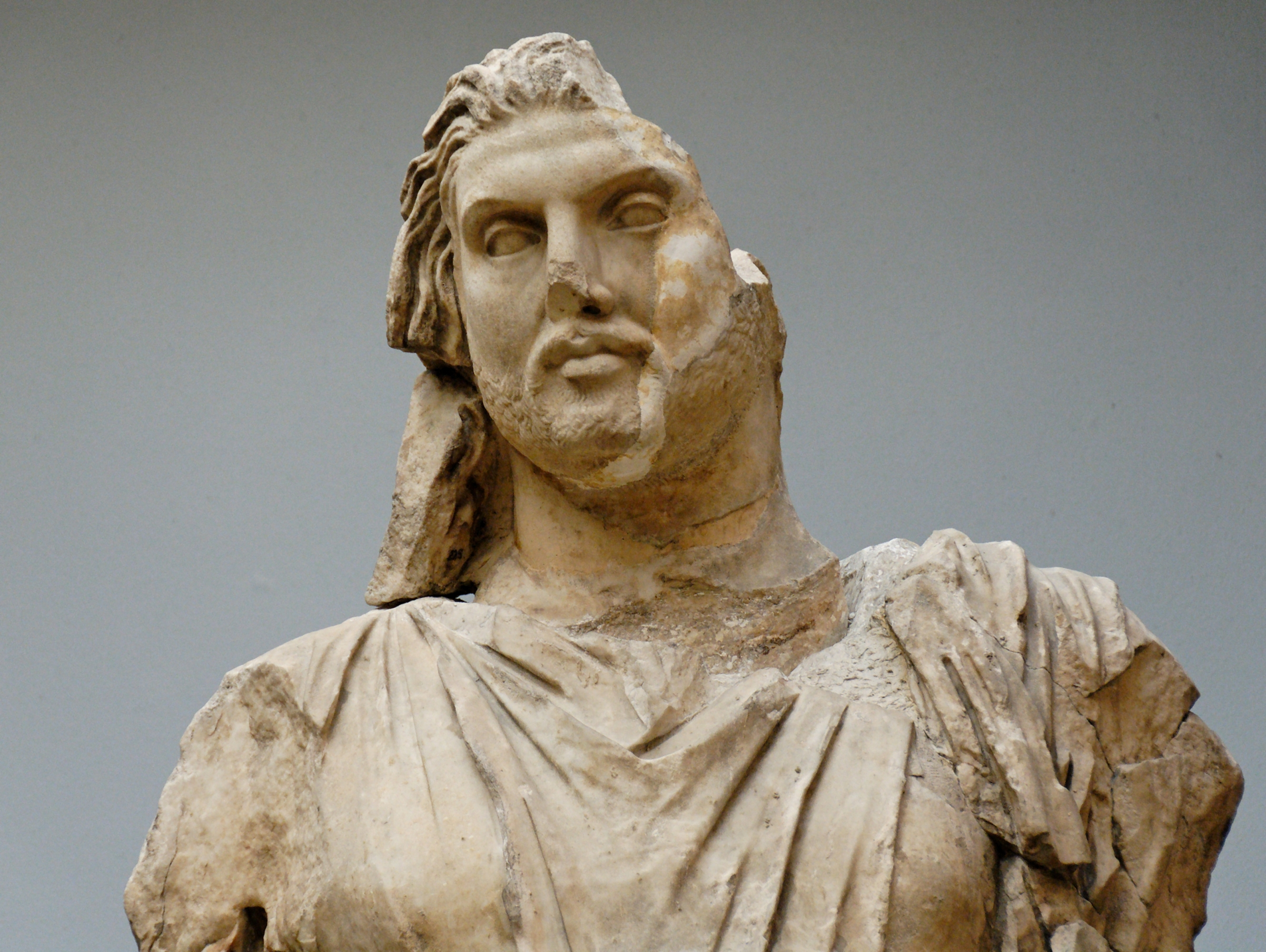
Статуя Мавсола, обличчя
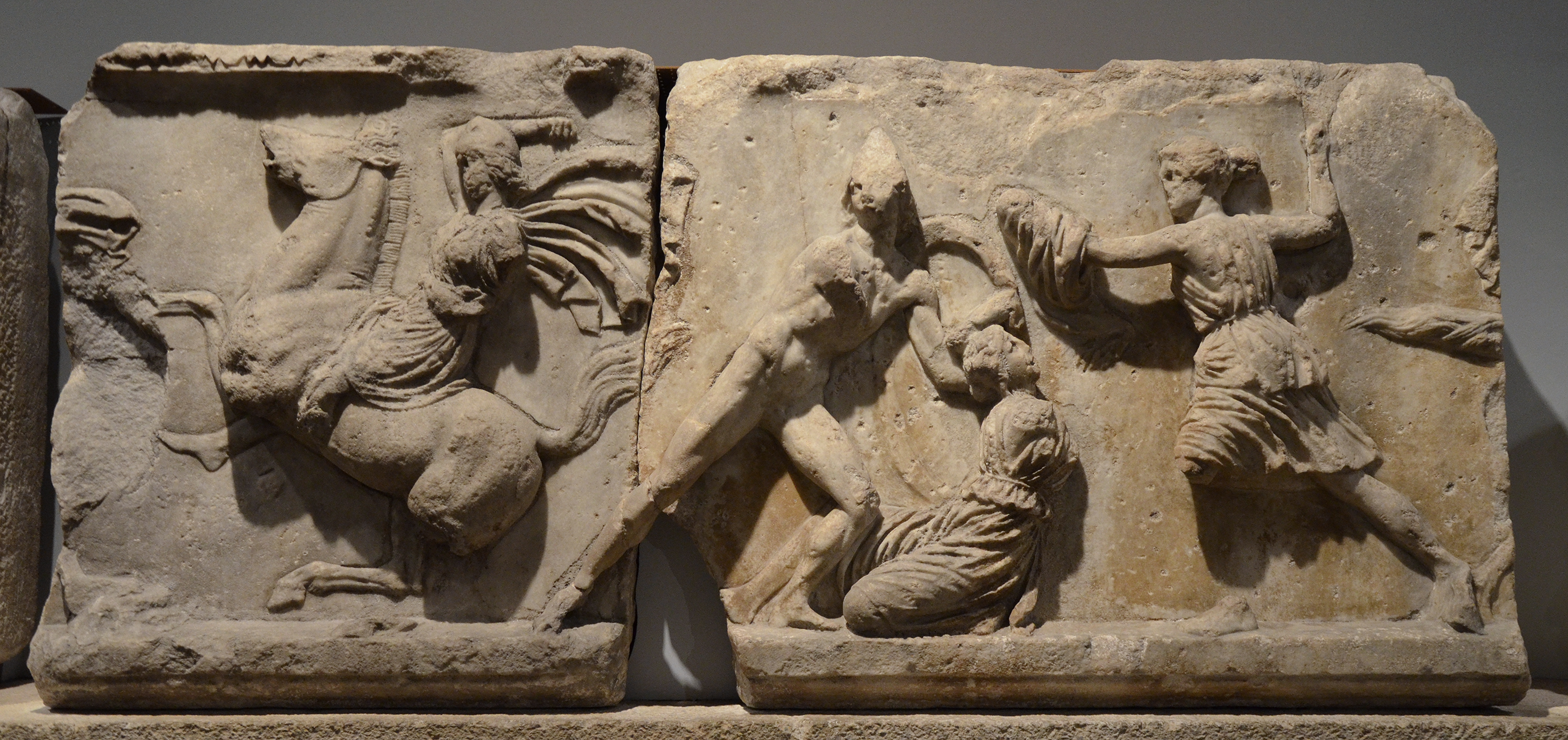
Балка з зображенням битви з амазонками
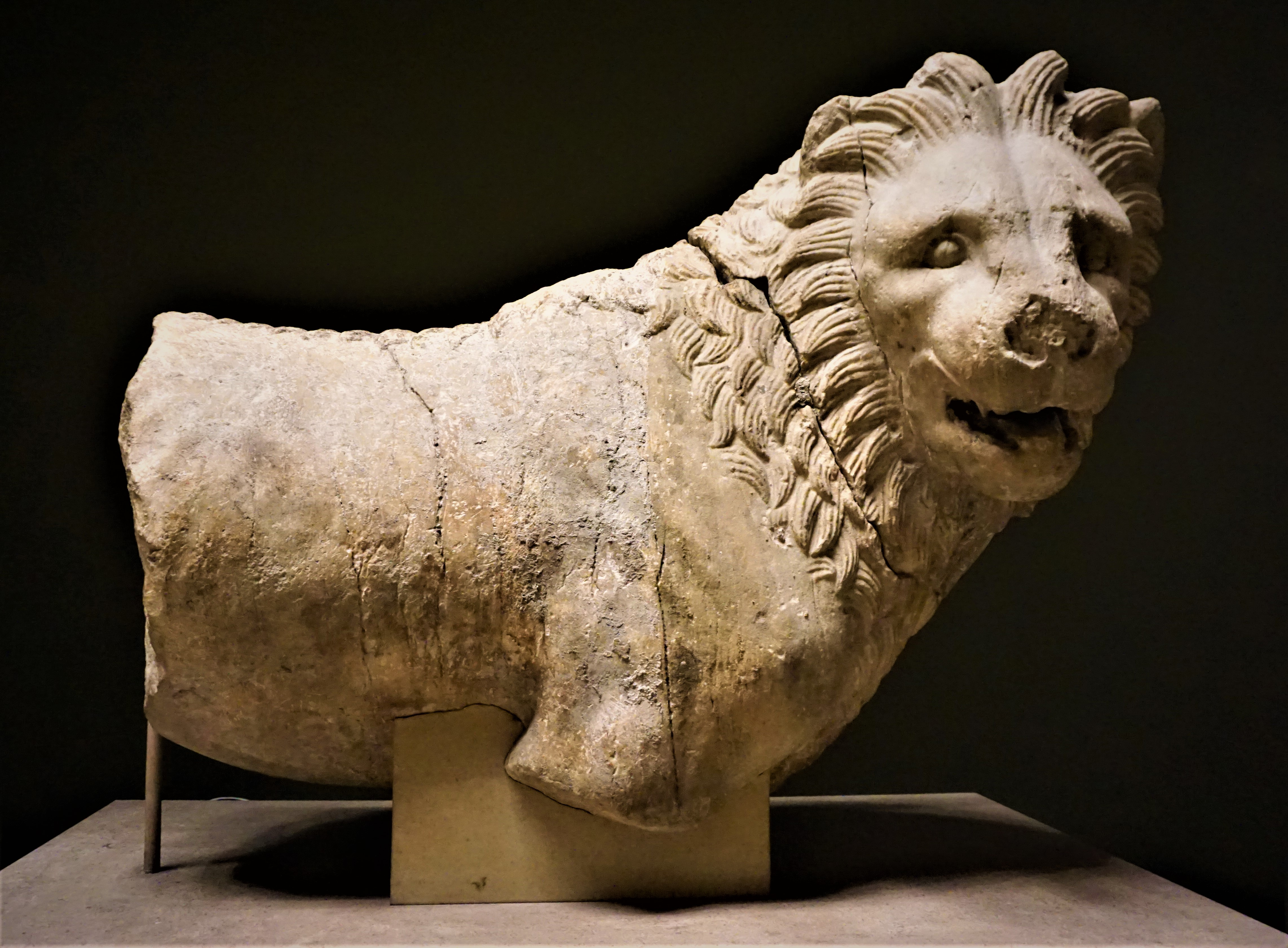
Фрагмент кам'яного лева
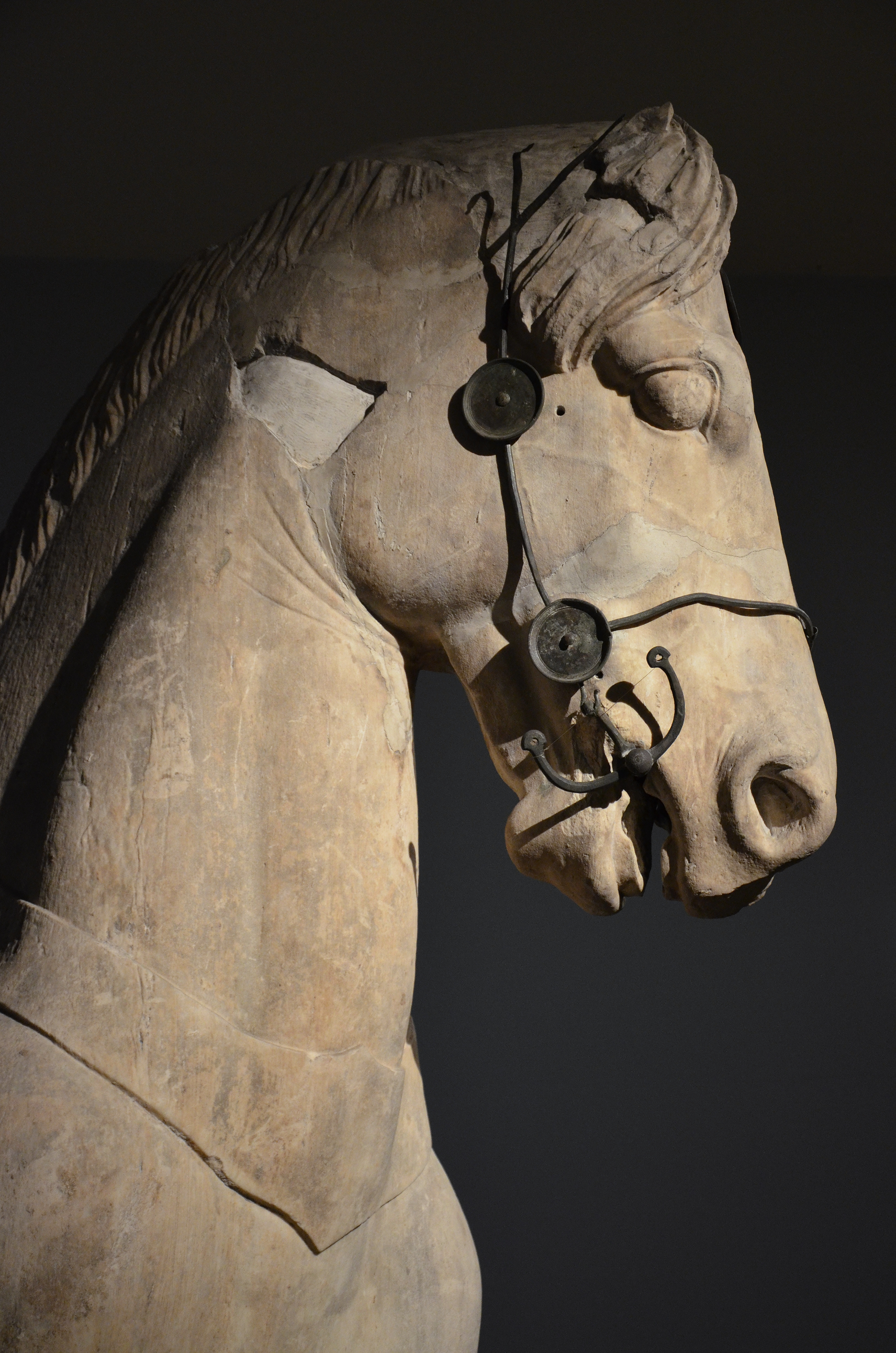
Фрагмент скульптури коня з залізною упряжжю
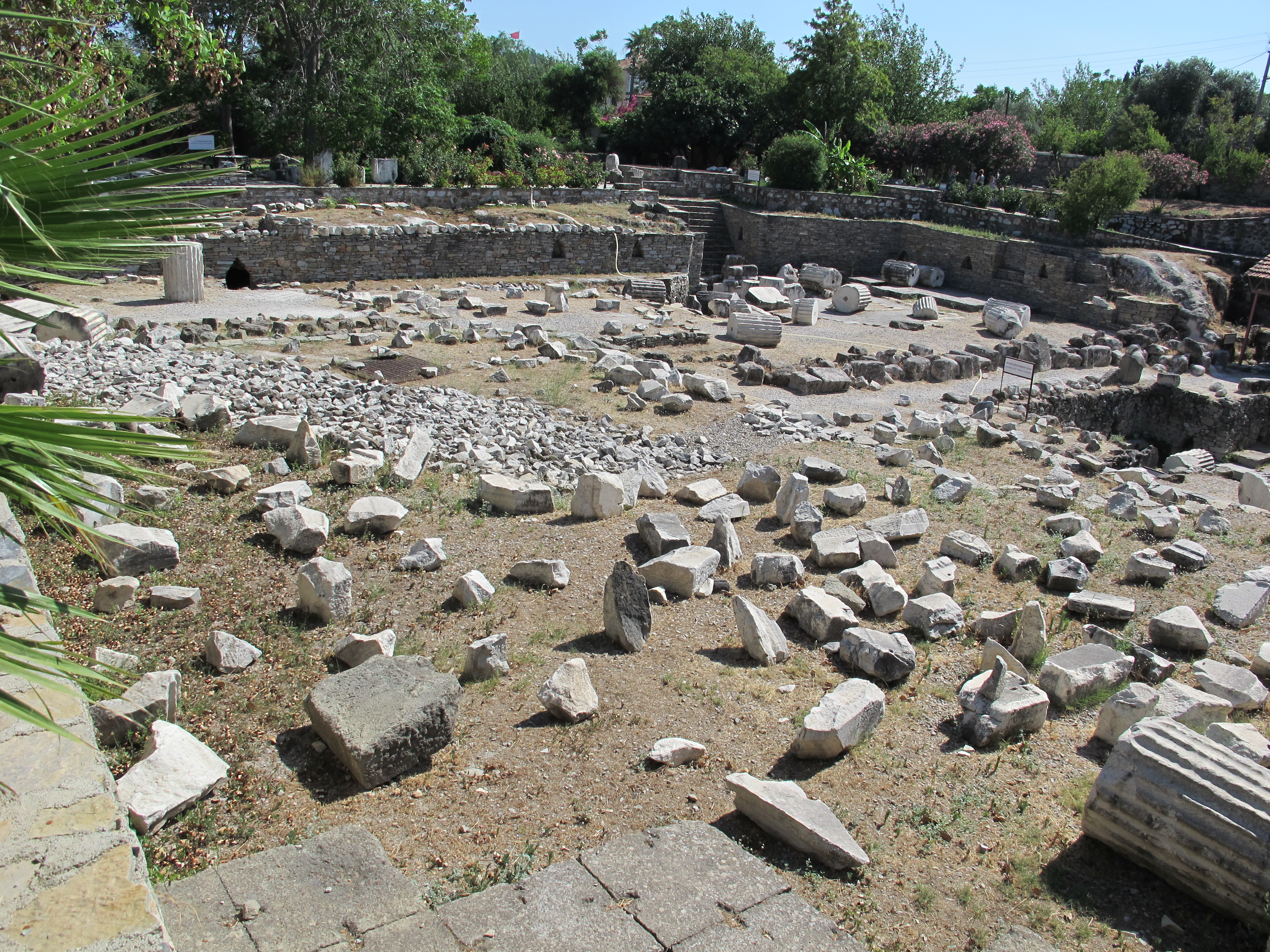
Руїни Мавзолею
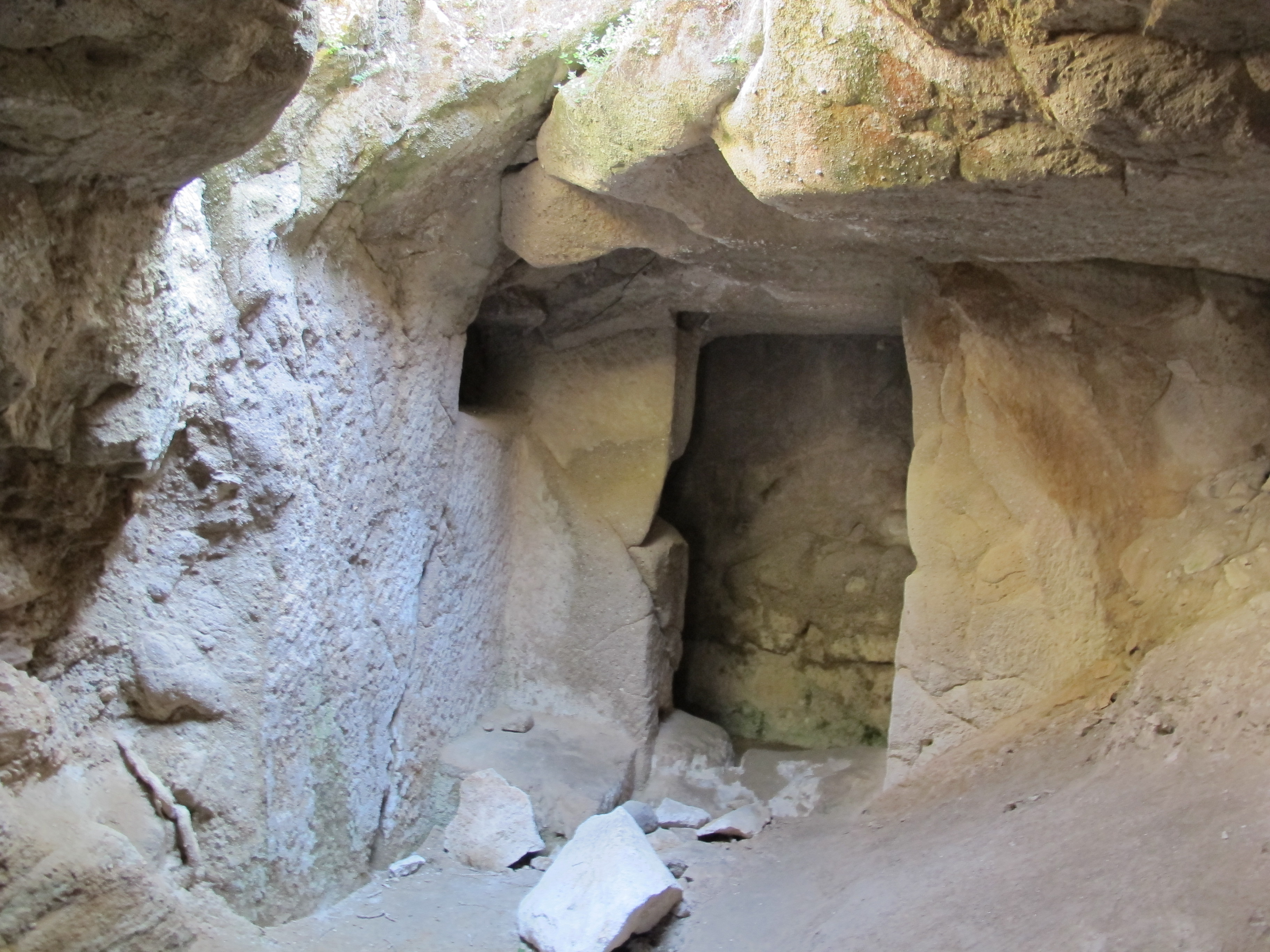
Вхід до поховальної камери

## Вплив
Назва «мавзолей» завдяки гробниці Мавсола стала загальною назвою монументальних кам'яних гробниць. За римського панування так стали називати гробницю Цецилії Метелли, поховання Августа та Адріана (тепер Замок Сант-Анджело).
Сучасні будівлі, проєкти яких засновані на дизайні Мавзолею Мавсола, включають Четверту і Винну вежі в Цинциннаті (США); будівлю цивільного суду в Сент-Луїсі (США); Національний банк Ньюарку (США); мавзолей Гранта у Нью-Йорку (США); ратушу Лос-Анджелеса; Святиню пам'яті в Мельбурні (Австралія); шпиль церкви Святого Георгія в Лондоні (Велика Британія); Військовий меморіал Індіани в Індіанаполісі (США); масонський Дім Храму Соломона у Вашингтоні (США); будівлю парламенту в Токіо (Японія); і Меморіальний зал солдатів і моряків у Піттсбурзі (США).

Античні мавзолеї
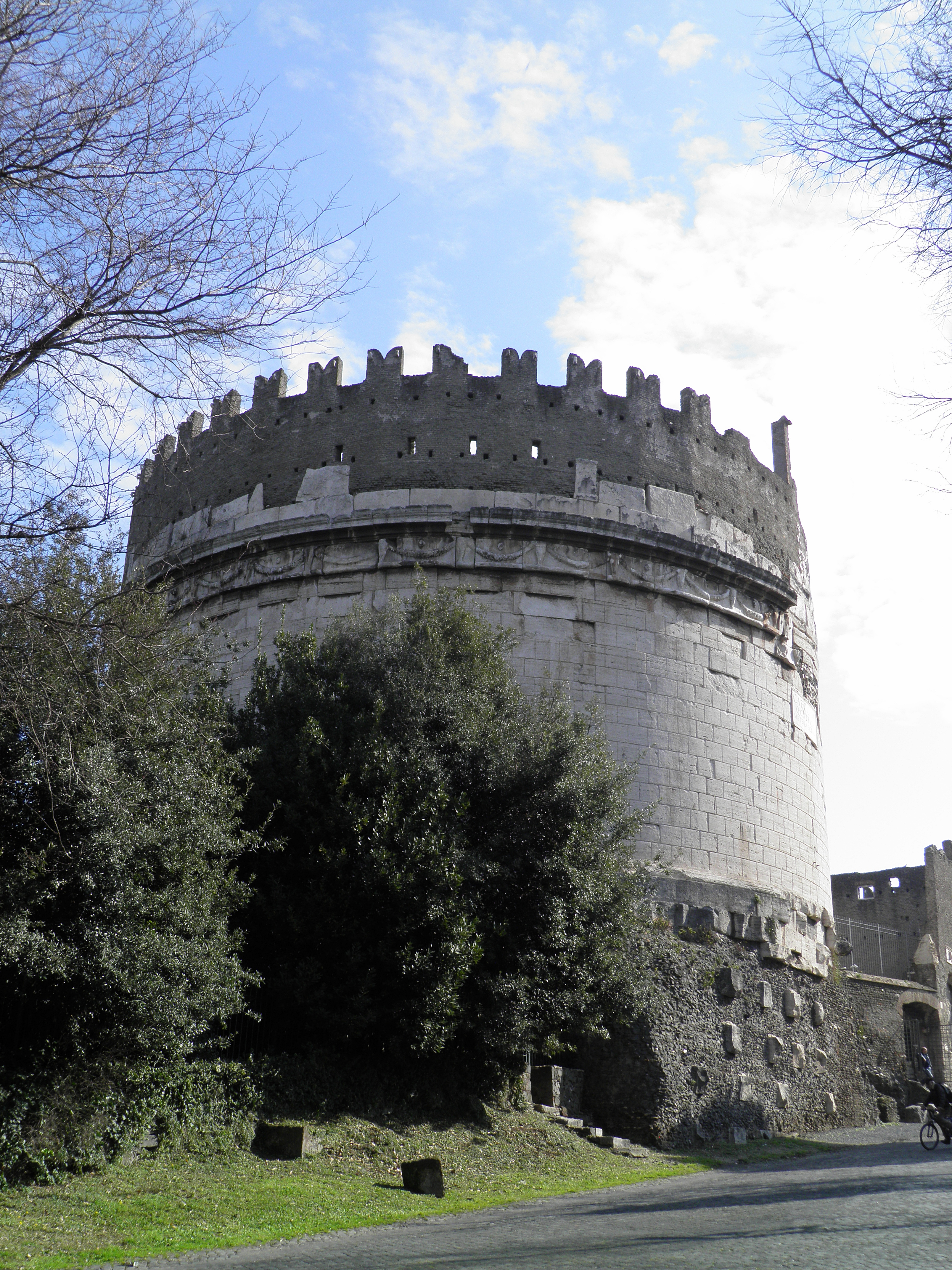
Мавзолей Цецилії Метелли
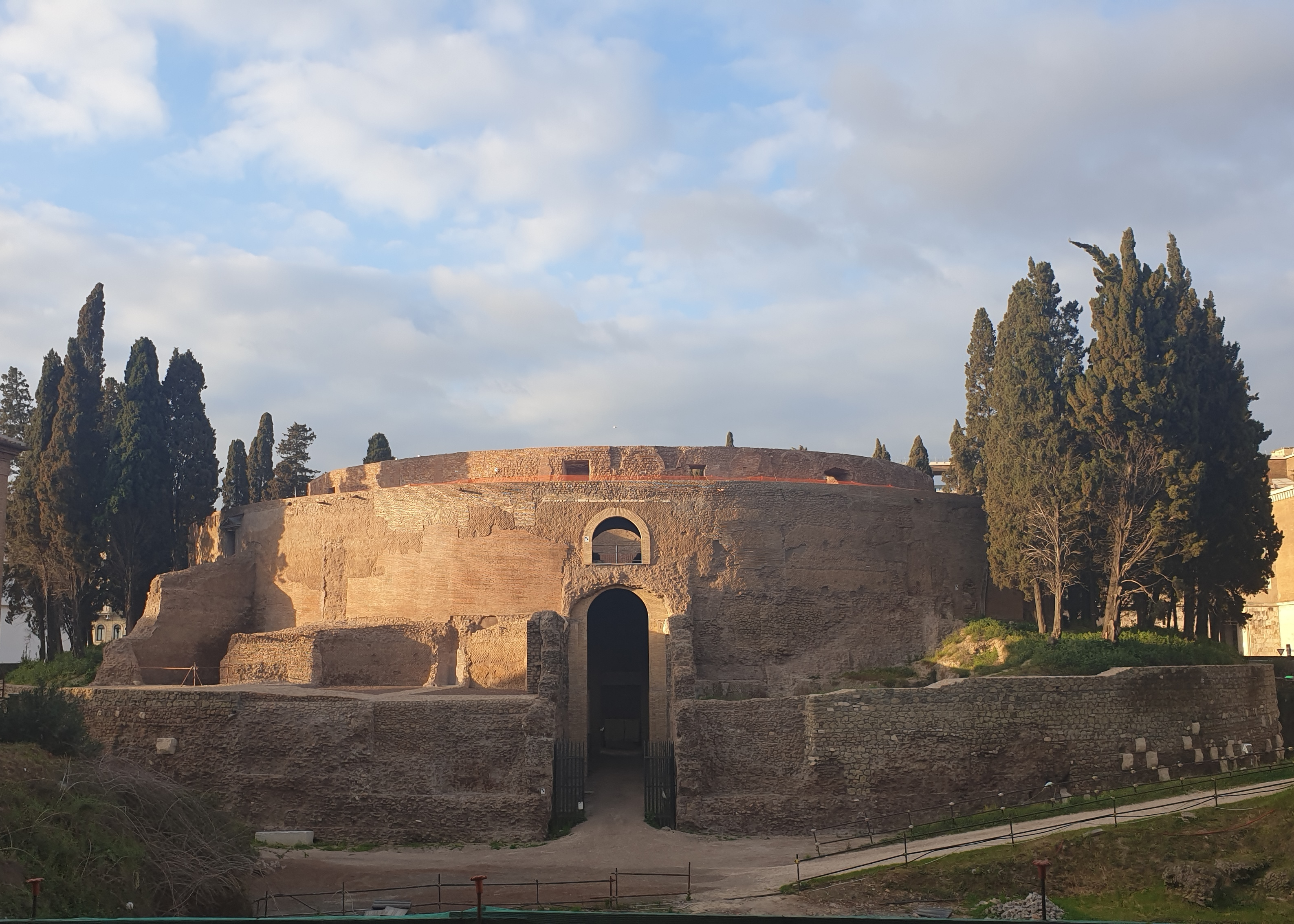
Мавзолей Августа
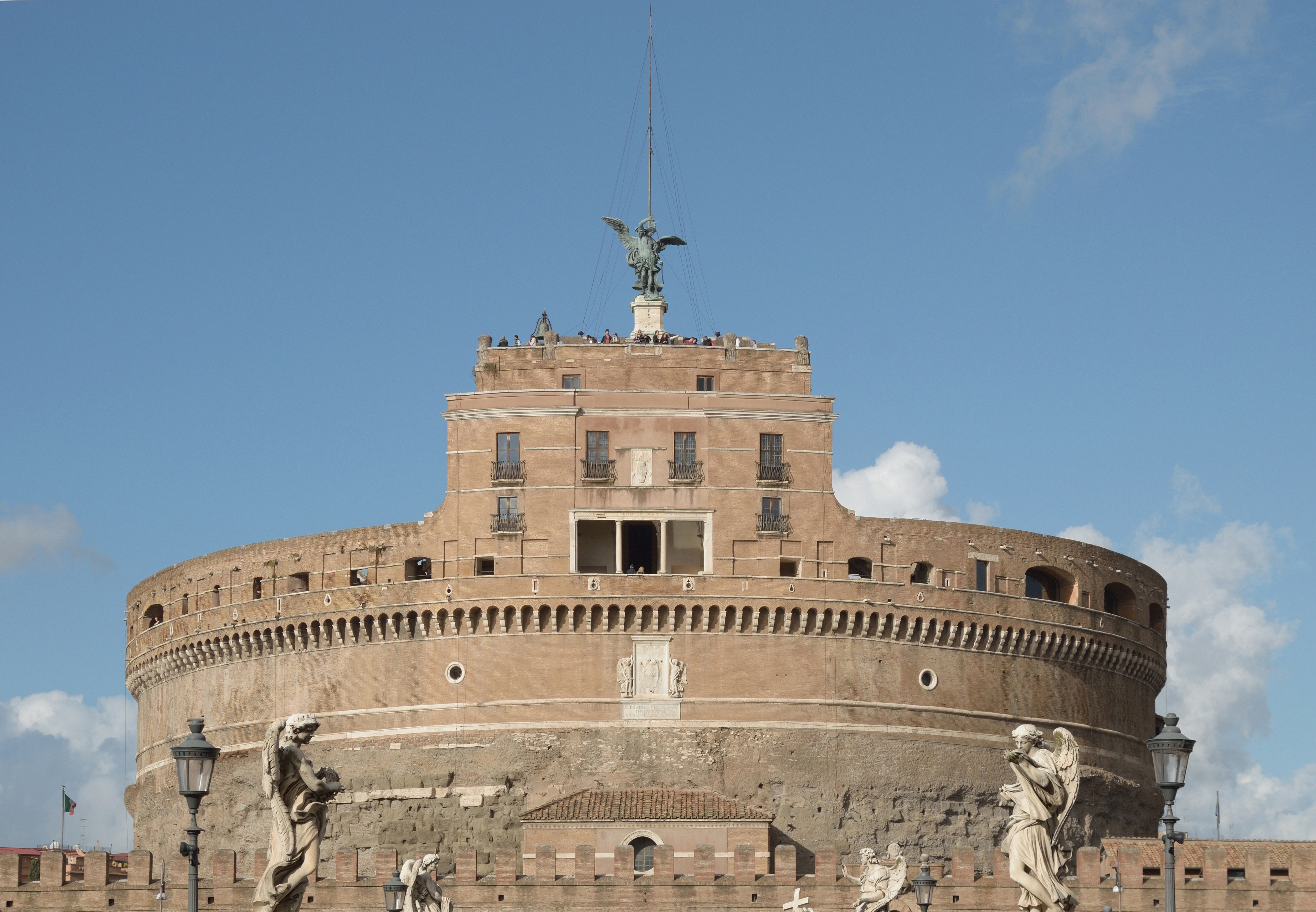
Замок Адріана

Сучасні споруди-наслідування Мавзолею
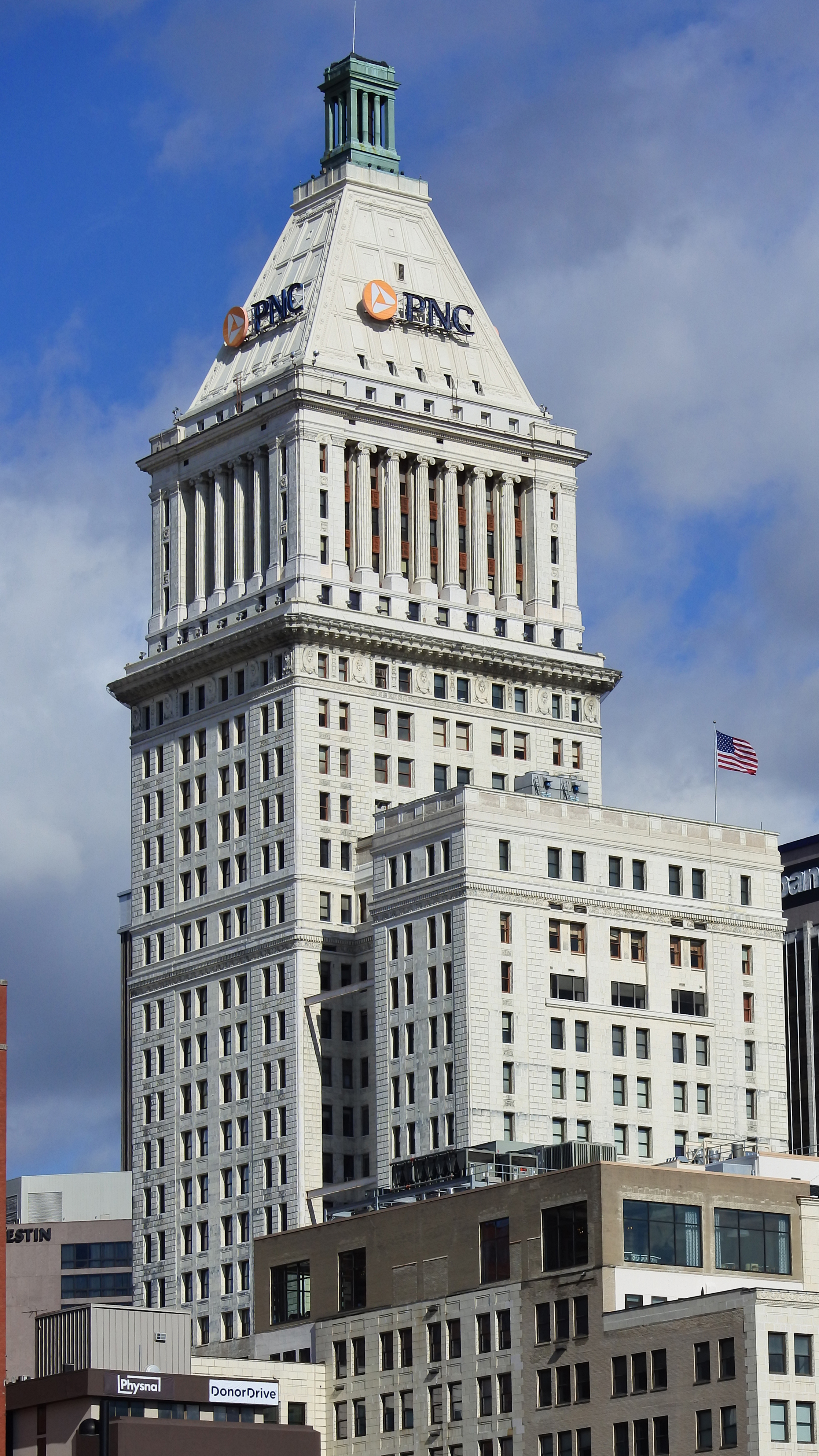
Четверта і Винна вежі в Цинциннаті
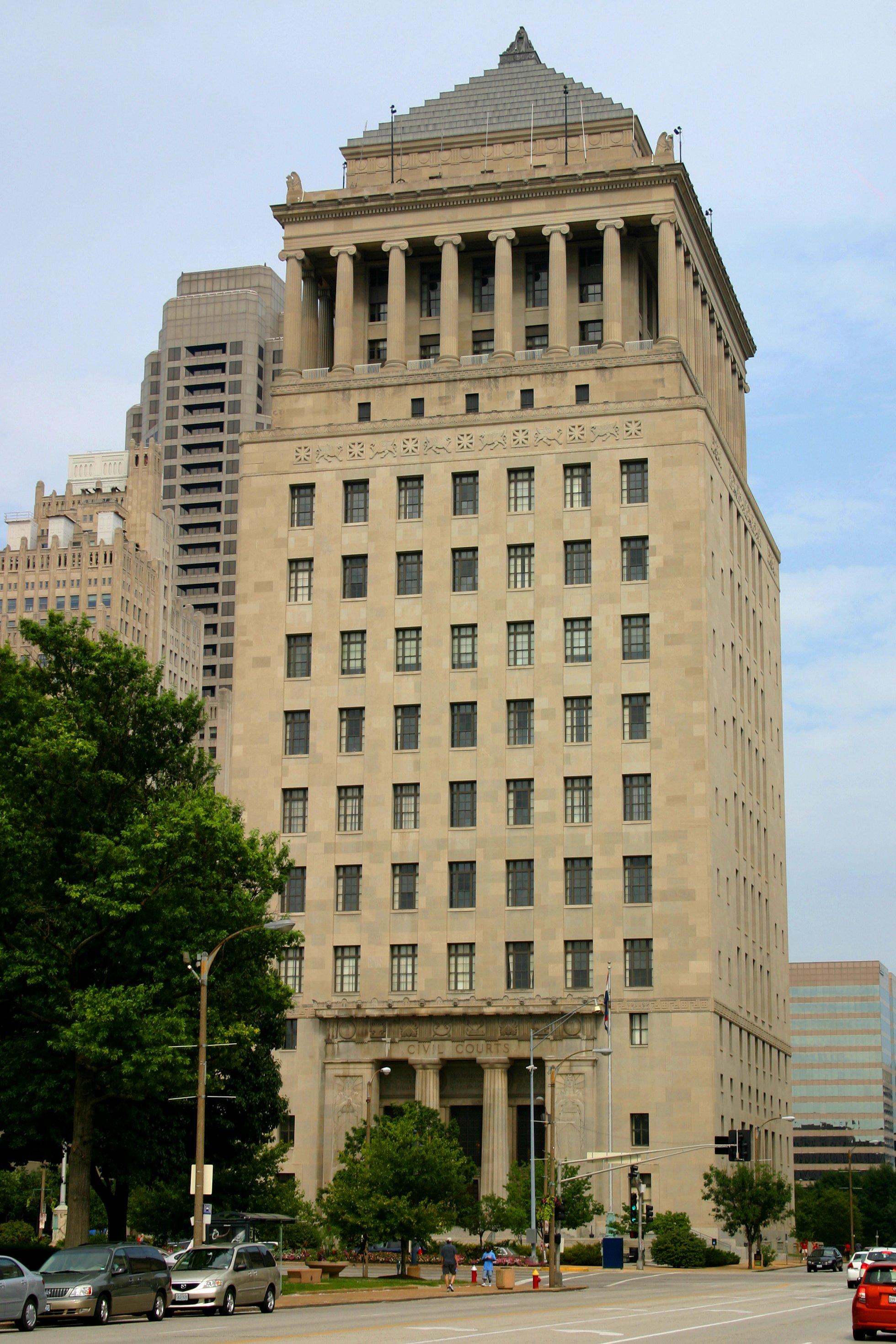
Будівля цивільного суду в Сент-Луїсі
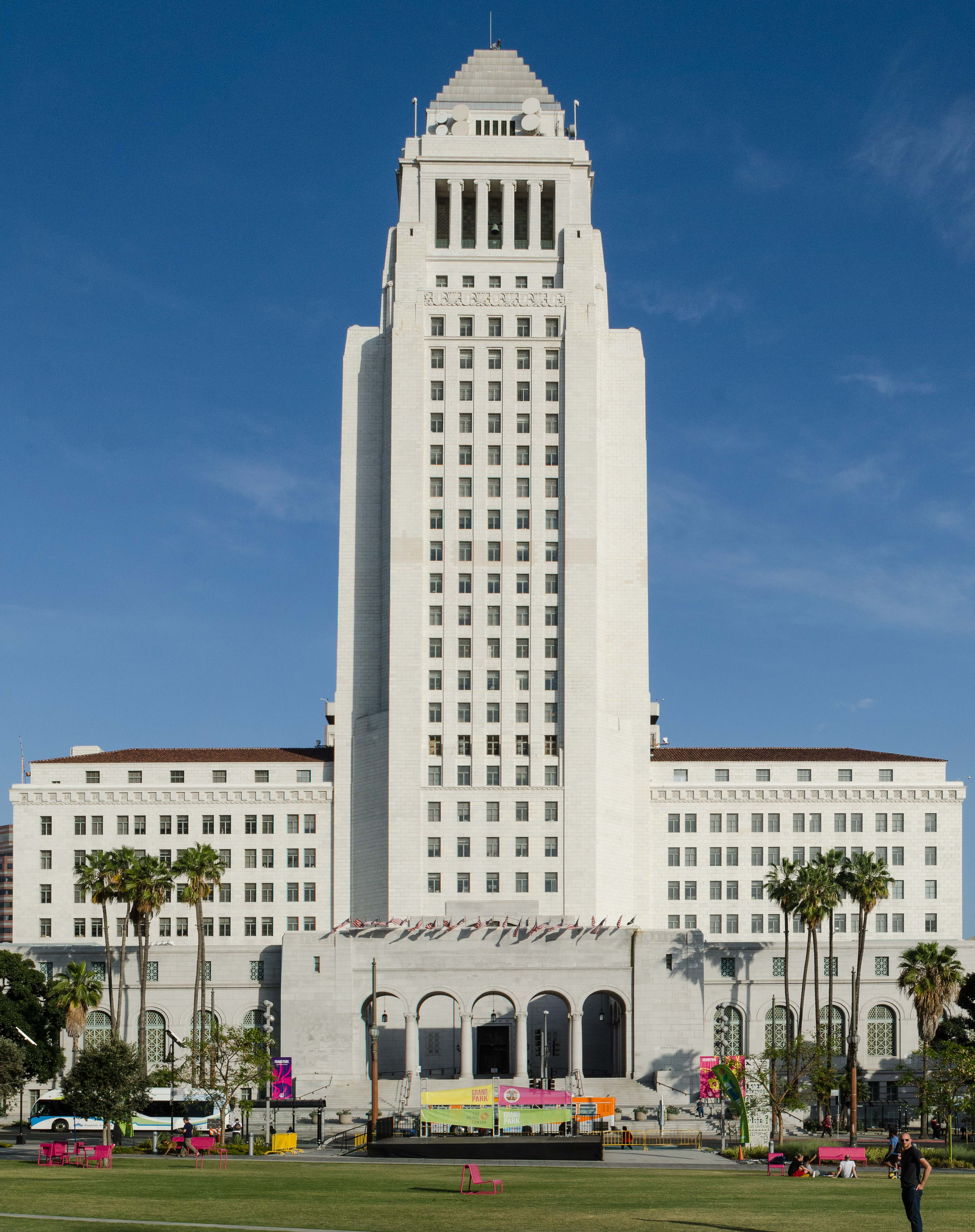
Ратуша Лос-Анджелеса
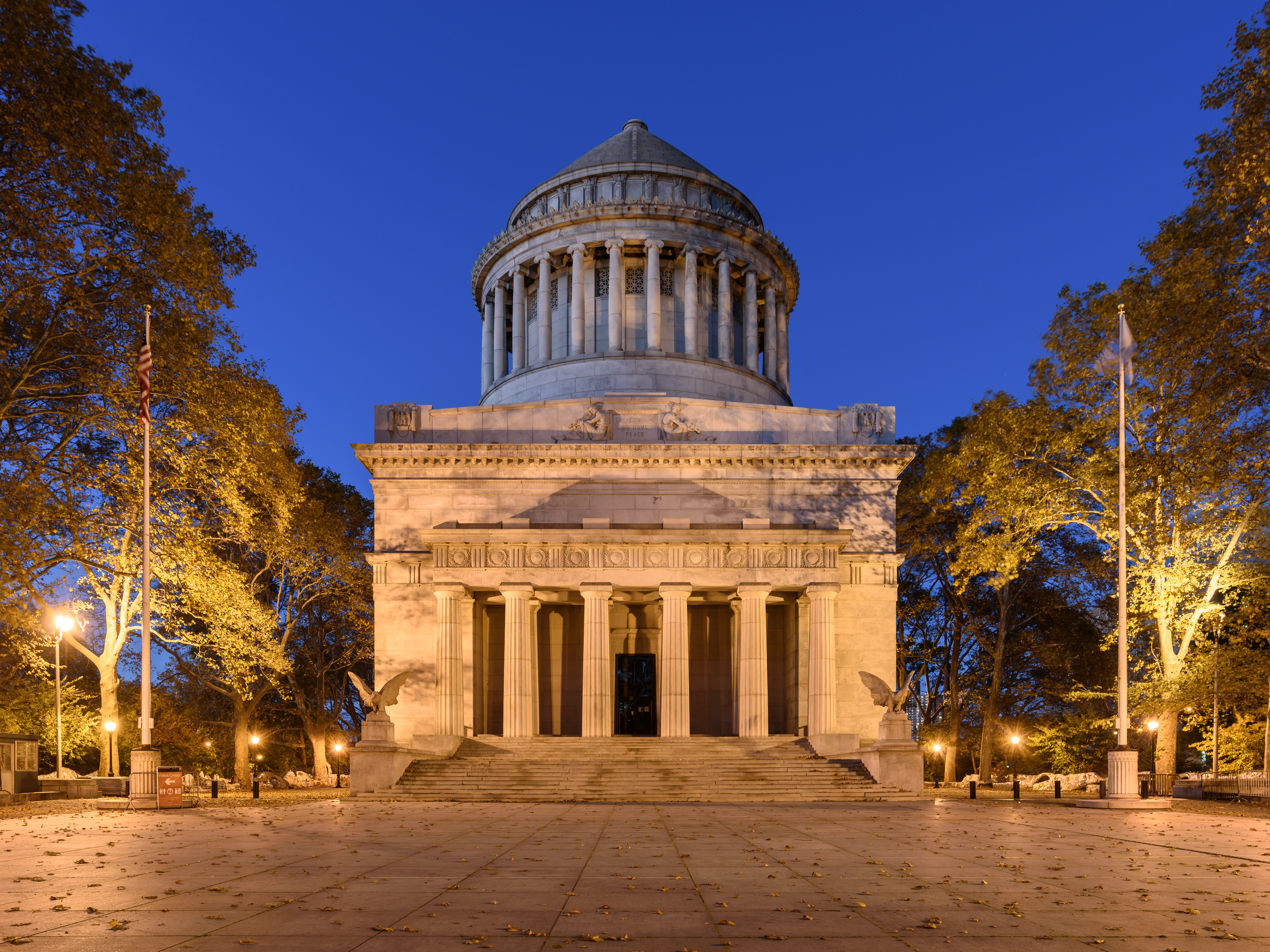
Мавзолей Гранта у Нью-Йорку
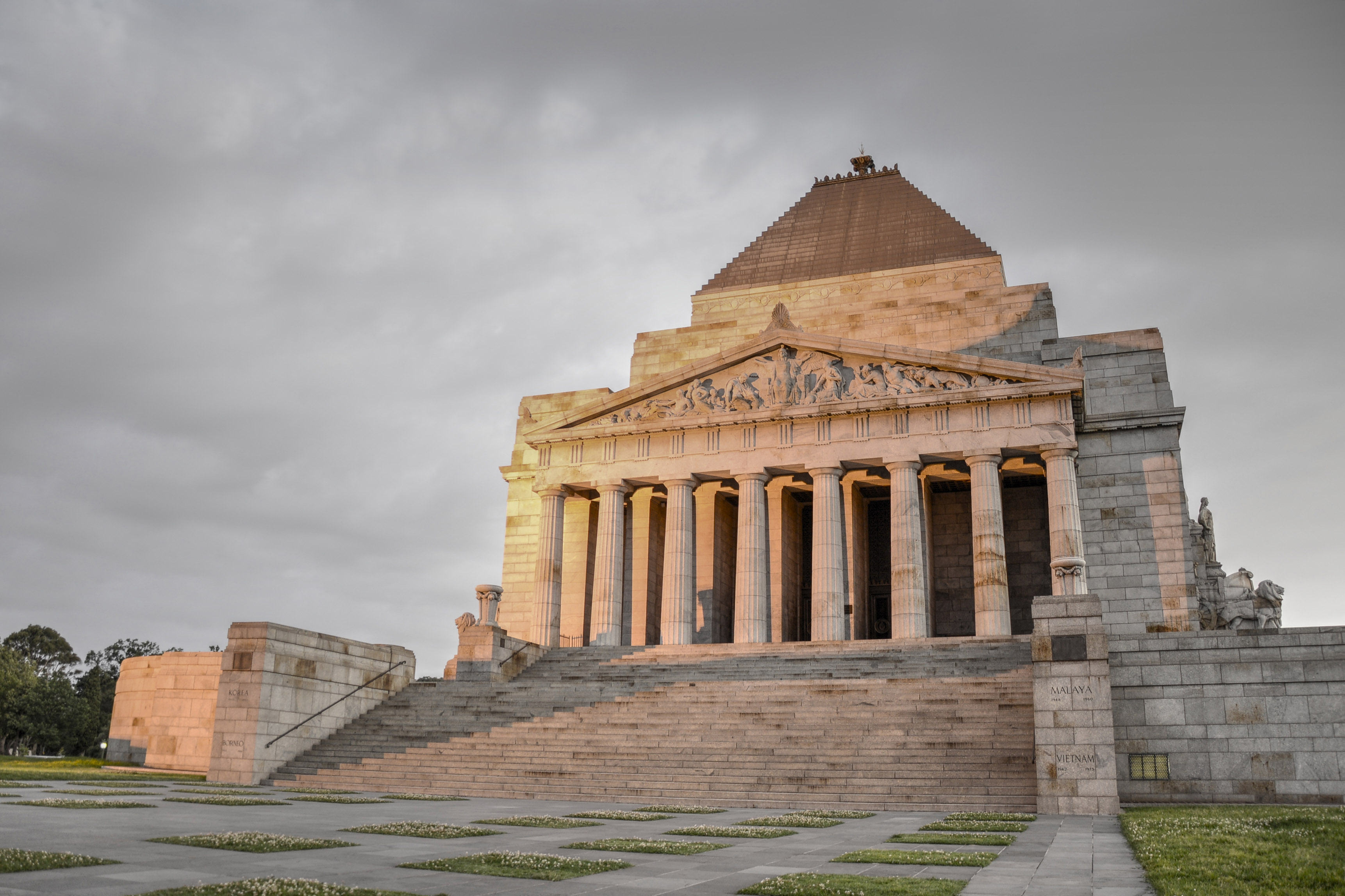
Святиня пам’яті в Мельбурні
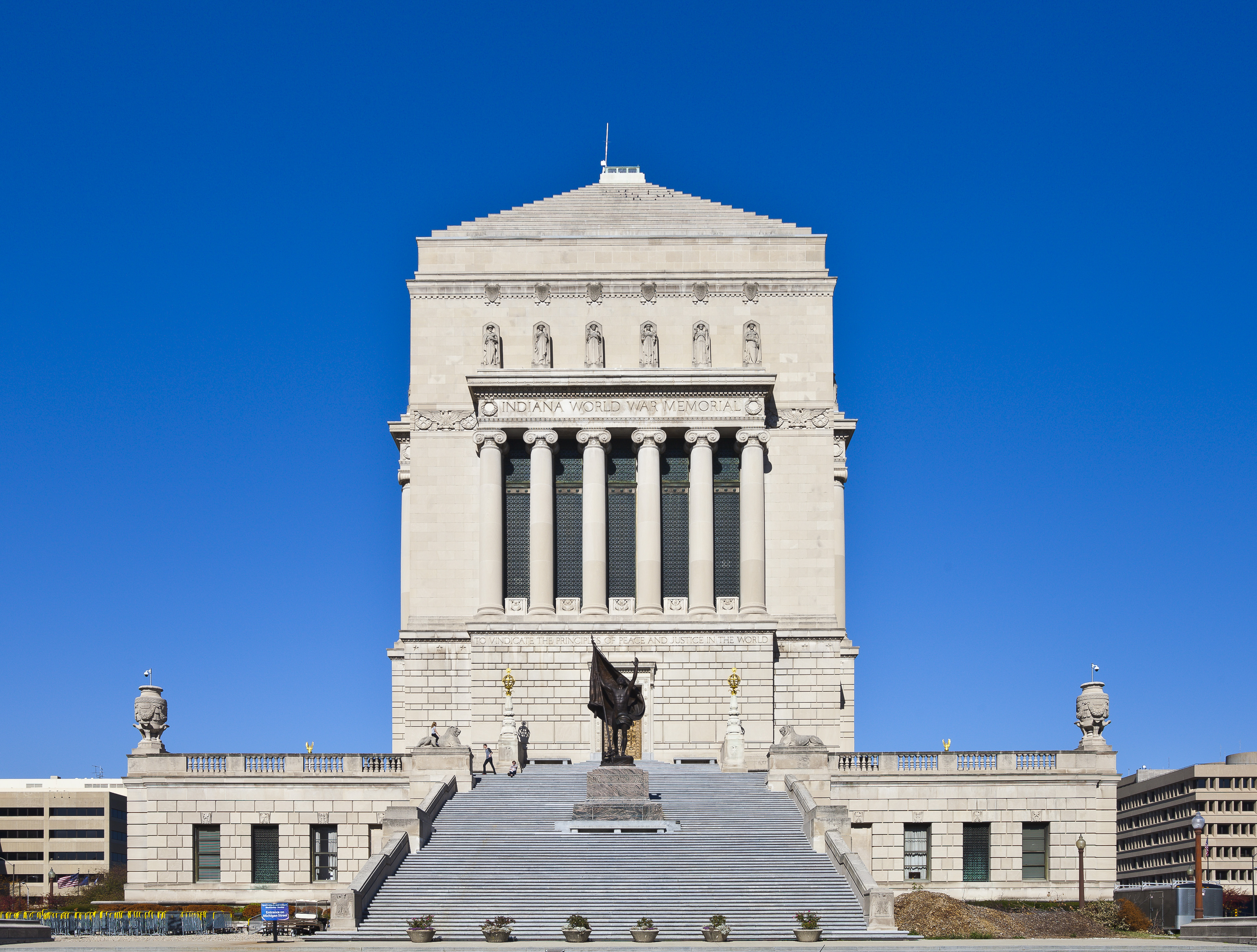
Військовий меморіал Індіани в Індіанаполісі
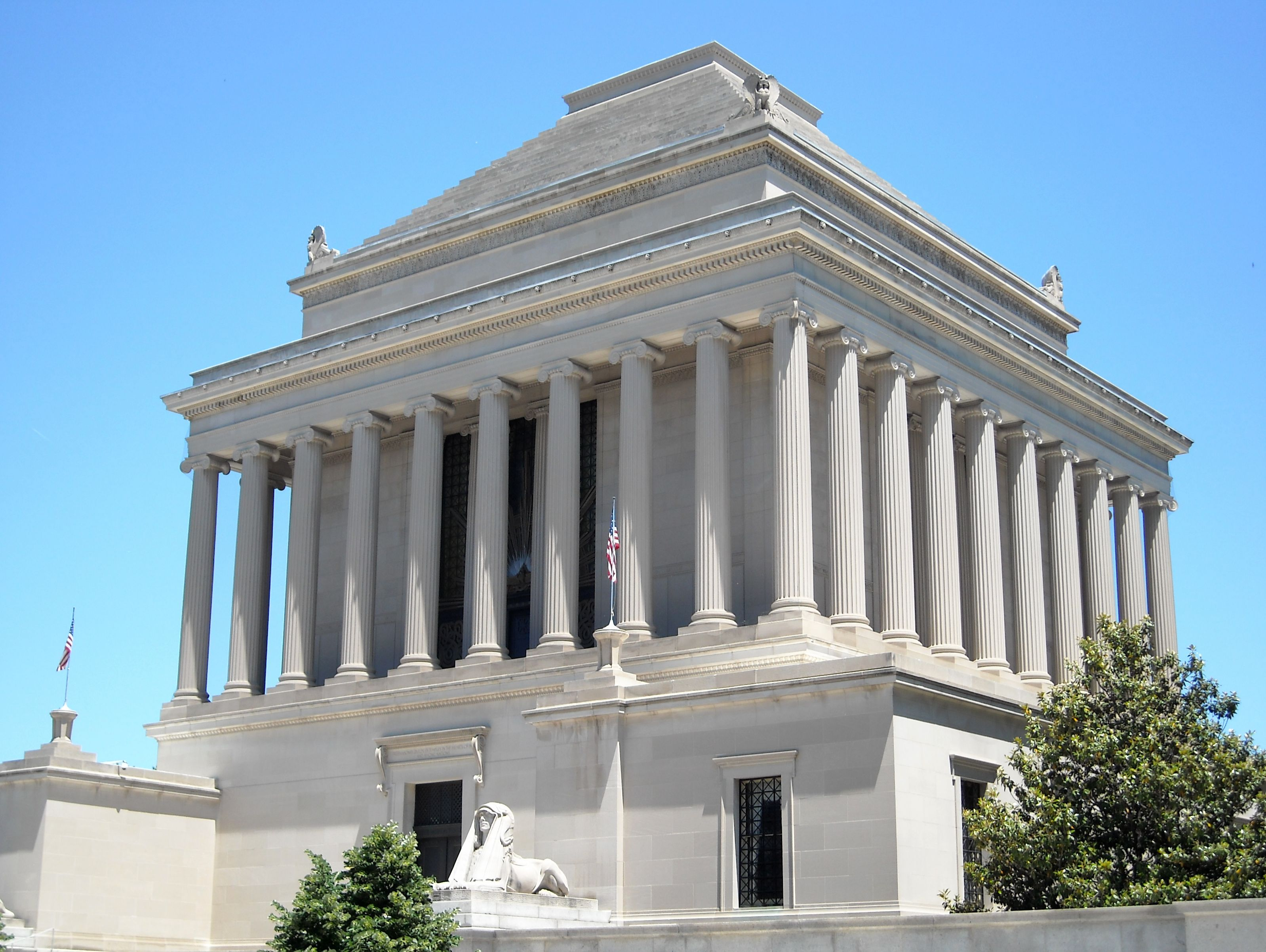
Дім Храму Соломона у Вашингтоні
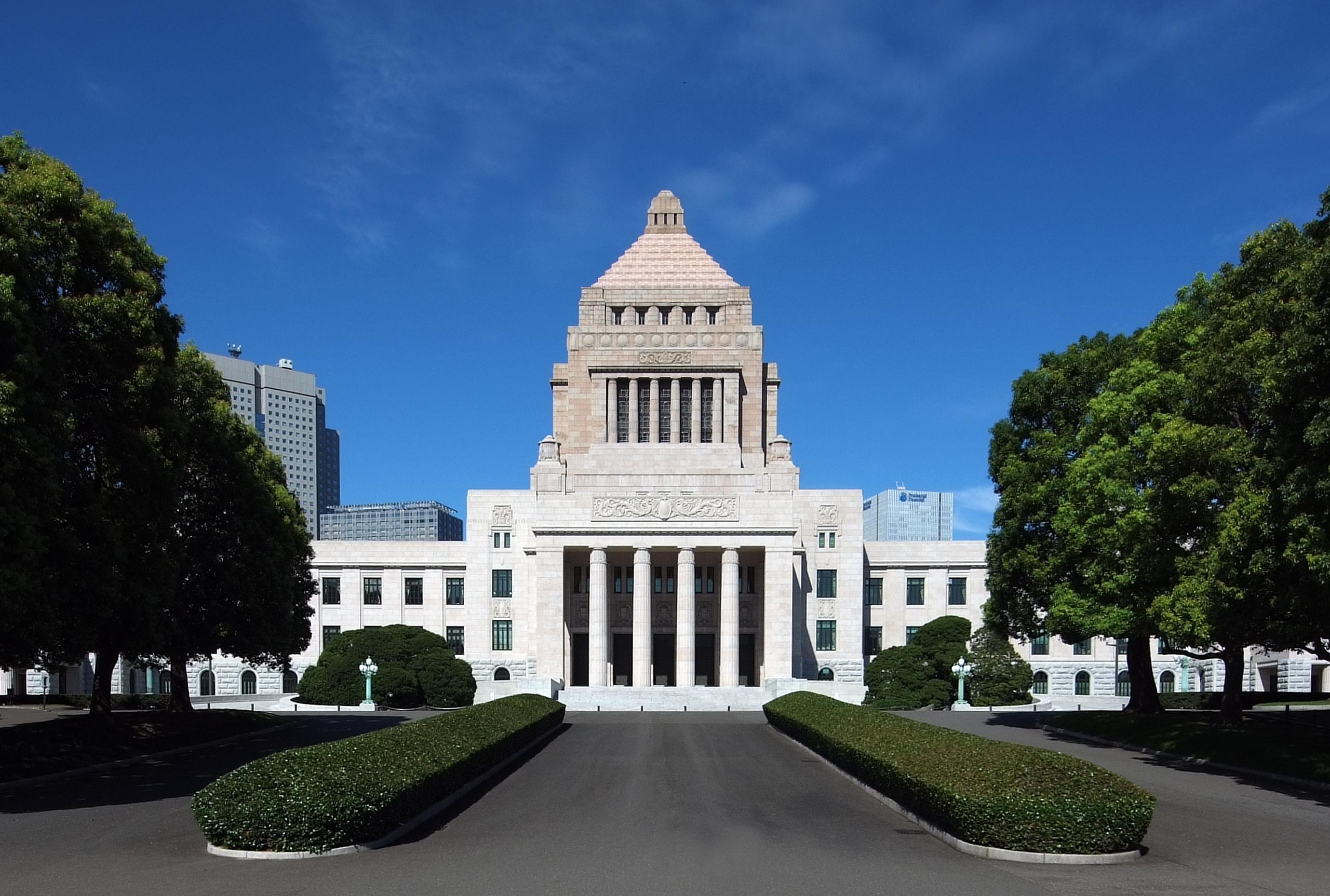
Будівля парламенту Японії в Токіо
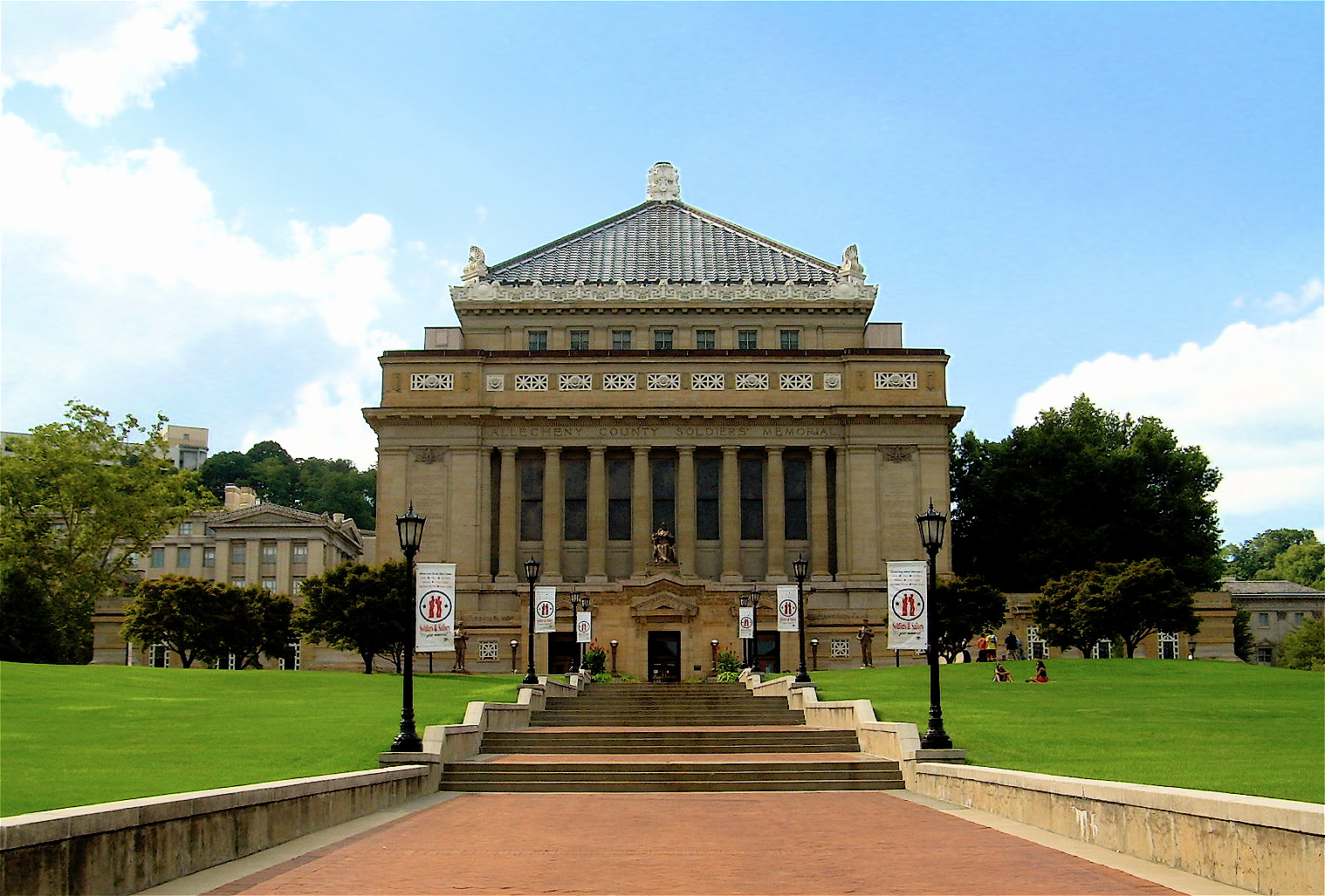
Меморіальний зал солдатів і моряків у Піттсбурзі